# Cronologia della NATO

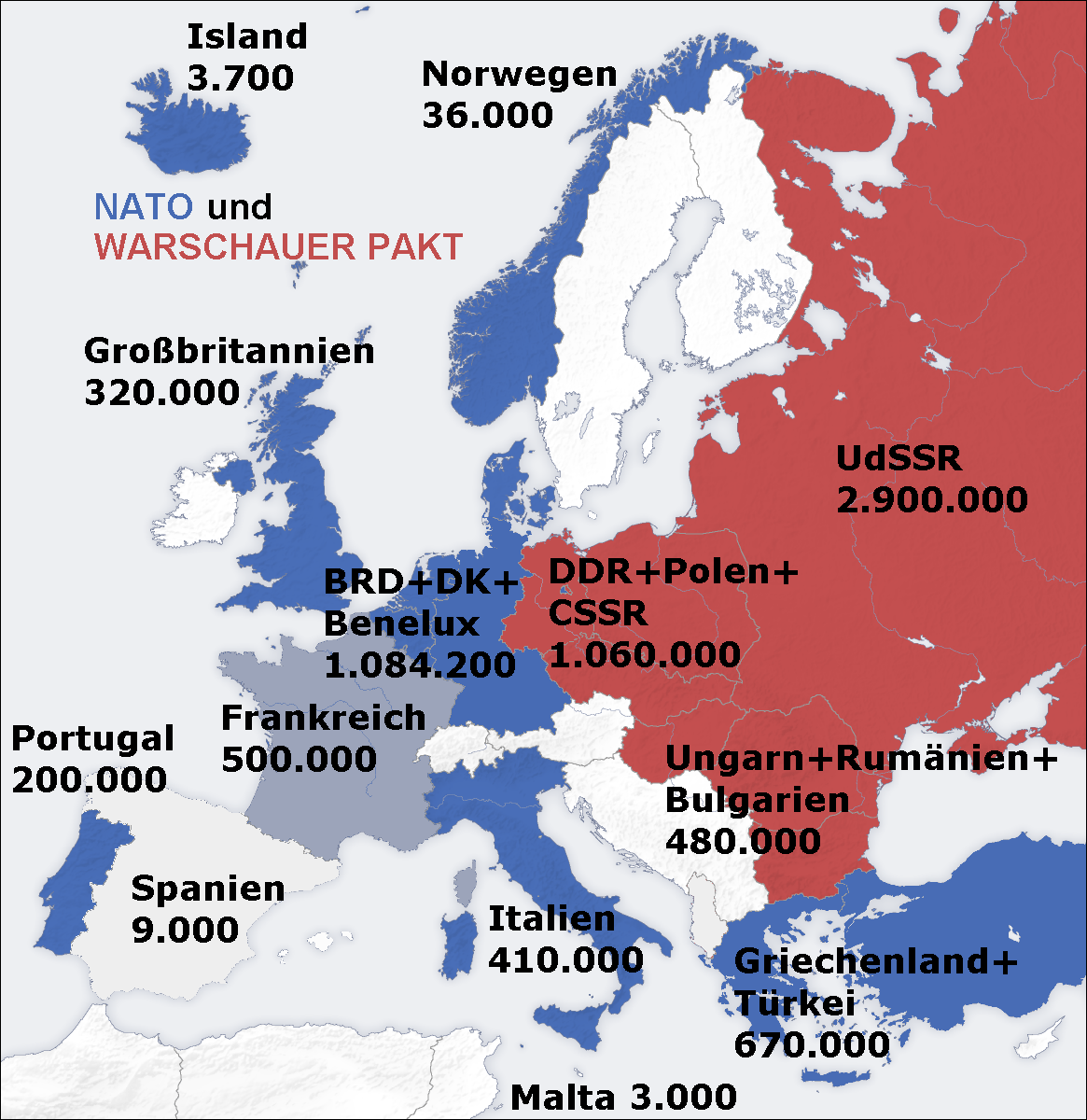
La NATO in Europa nel 1973

Di seguito una cronologia della NATO:
- 17 marzo 1948: Benelux, Francia e Regno Unito firmano il trattato di Bruxelles, creando i presupposti per la nascita dell'Unione dell'Europa Occidentale (il trattato sull'UEO verrà ratificato ufficialmente il 5 maggio 1955 con l'ingresso della Germania Ovest).
- 4 aprile 1949: il trattato NATO viene firmato a Washington da 12 Stati membri fondatori e cioè Belgio, Canada, Danimarca, Francia, Islanda, Italia, Lussemburgo, Norvegia, Paesi Bassi, Portogallo, Regno Unito e Stati Uniti d'America.
- febbraio 1952: il primo allargamento dell'alleanza con l'ammissione di Grecia e Turchia alla NATO.
- maggio 1952: Stati Uniti, Regno Unito e Francia sono d'accordo di terminare loro occupazione della Germania Ovest e d'invitare il Paese ad unirsi alla NATO.
- 9 maggio 1955: Si completa il processo di adesione della Germania Ovest alla NATO.
- 14 maggio 1955: il trattato del Patto di Varsavia viene firmato a Varsavia (Polonia) dall'Unione Sovietica e dai suoi Stati satelliti allo scopo di controbilanciare la NATO. Entrambe le organizzazioni si fronteggiarono durante tutta la guerra fredda.
- 1966: Charles de Gaulle decide l'uscita della Francia dal comando militare NATO per poter perseguire un proprio programma di difesa non necessariamente dipendente da altri Paesi[1], mantenendo la sua autonomia anche nelle scelte nel programma nucleare. Questo fatto accelera il trasloco del quartier generale NATO da Parigi a Bruxelles, che avviene il 16 ottobre 1967. Mentre il quartier generale politico si trova a Bruxelles, il quartier generale militare (SHAPE, ovvero Supreme Headquarters Allied Powers Europe), si trova poco più a sud, nella città di Mons.
- 3 maggio 1982: sette anni dopo la restaurazione della democrazia nella Spagna, il Paese completa ufficialmente il processo di adesione della NATO. L'appartenenza della Spagna sarà ratificata dopo un referendum il 12 marzo 1986.
- 1990: con la riunificazione della Germania, il territorio dell'ex DDR entra a far parte della NATO: per la prima volta un territorio precedentemente sottoposto all'influenza sovietica passa all'alleanza occidentale.
- 31 marzo 1991: finisce il Patto di Varsavia. Viene dissolto ufficialmente il 1º luglio.
- 10-11 gennaio 1994: al vertice NATO di Bruxelles viene formalmente costituito il Partenariato per la pace comprendente Stati neutrali come la Svizzera o non membri dell'alleanza come la Russia.
- 8 luglio 1997: tre Paesi ex-comunisti, Ungheria, Polonia e Repubblica Ceca, vengono invitati ad unirsi alla NATO nel 1999 in base alla decisione del 10 gennaio 1994 al vertice di Bruxelles di agevolare l'allargamento agli altri Paesi europei.
- 24 marzo 1999: la NATO vede il suo primo impiego militare durante la guerra del Kosovo, dove per undici settimane conduce, senza l'iniziale autorizzazione da parte del Consiglio di Sicurezza dell'ONU[2] e sulla base del concetto giuridico internazionale di "ingerenza umanitaria" in soccorso delle popolazioni albanesi-kosovare oggetto di pulizia etnica da parte serba, una campagna di bombardamenti contro la Jugoslavia, composta ormai soltanto da Serbia e Montenegro che terminerà l'11 giugno 1999 (operazione Allied Force).
- 12 settembre 2001: la NATO invoca, per la prima volta nella sua storia, l'articolo 5 che stabilisce che ogni attacco a uno Stato membro è da considerarsi un attacco all'intera alleanza. Questo avviene in risposta all'attacco terroristico dell'11 settembre 2001.[3]

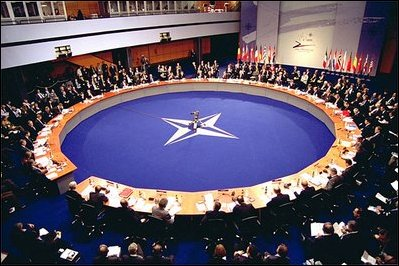
Vertice della NATO 2002 a Praga (Repubblica Ceca)

- 28 maggio 2002: al vertice di Pratica di Mare (Roma), presso la base aerea, viene adottata la Dichiarazione del summit di Roma,[4] che dà vita al "Consiglio a 20" con la Russia.
- 21 novembre 2002: durante il vertice di Praga (Repubblica Ceca) altri sette Stati sono invitati ad aprire dei colloqui per l'unione all'alleanza: Estonia, Lettonia, Lituania, Slovenia, Slovacchia, Bulgaria e Romania.
- 10 febbraio 2003: Francia e Belgio rompono la procedura del tacito assenso riguardante la tempistica delle misure protettive a favore della Turchia in caso di una possibile guerra con l'Iraq. La Germania, pur non usando il suo diritto di rompere la procedura, annuncia il suo supporto al veto.
- 16 aprile 2003: la NATO accetta di prendere il comando, in agosto, dell'ISAF (International Security Assistance Force) in Afghanistan. La decisione viene presa su richiesta della Germania e dei Paesi Bassi, che guidavano l'ISAF al momento dell'accordo. Il progetto viene approvato all'unanimità. Il passaggio del controllo alla NATO avvenne l'11 agosto, ed è, nella storia della NATO, la prima missione al di fuori dell'area nord-atlantica.Lo stemma dell'operazione ISAF sotto comando NATO

Lo stemma dell'operazione ISAF sotto comando NATO

- 19 giugno 2003: comincia una radicale ristrutturazione dottrinale e organizzativa della NATO. Viene creata un'organizzazione militare bicefala: sono infatti istituiti ACO (Allied Command for Operations), con sede in Europa e responsabile delle operazioni correnti e ACT (Allied Command for Transformation), con sede negli Stati Uniti d'America e responsabile della definizione delle strategie future.
- 29 marzo 2004: si completa il processo di adesione di Bulgaria, Estonia, Lettonia, Lituania, Romania, Slovacchia e Slovenia. È il quinto e più grande allargamento nella storia dell'Alleanza.
- Nel 2008 Albania e Croazia sono state ufficialmente invitate a far parte dell'Alleanza. La Macedonia del Nord, ai tempi nota come Repubblica di Macedonia, è stata momentaneamente esclusa per motivi di discordia con la Grecia.
- Nel marzo 2009 la Francia ha annunciato, dopo 43 anni di assenza, di voler rientrare nel comando militare integrato dell'Alleanza (eliminando così le storiche rivalità golliste con gli americani durante la guerra fredda e le difficili relazioni del 2003 riguardo alla guerra in Iraq).
- Nell'aprile 2009 l'Albania e la Croazia hanno completato il processo di adesione: è il sesto allargamento nella sessantennale storia dell'Alleanza Atlantica.
- Tra il 23 e il 24 marzo 2011 l'Alleanza Atlantica interviene militarmente nella prima guerra civile libica in aiuto ai ribelli ed alla popolazione civile. Conducendo operazioni aeree e navali contro le forze lealiste del regime di Muʿammar Gheddafi per tutta la durata della guerra fino all'uccisione del colonnello il 20 ottobre 2011, l'Alleanza si ritirerà poco più tardi il 31 ottobre.
- Il 2 dicembre 2015, il Montenegro è invitato a entrare nella NATO.[5] Dal 19 maggio 2016, nonostante il disappunto di Russia, Cina e Venezuela, è divenuto Stato osservatore in attesa della sua ufficiale entrata nel corso del 2017.
- Il 5 giugno 2017 il Montenegro completa ufficialmente il processo di adesione: è il settimo allargamento nella storia della NATO.
- Il 12 luglio 2018 la Macedonia del Nord è stata invitata a entrare nella NATO. Il 6 febbraio 2019 i rappresentanti dei 29 Paesi membri della NATO hanno firmato il protocollo per il suo ingresso: con questa firma è stato avviato il processo di ratificazione da parte dei Paesi membri ma intanto la Macedonia del Nord potrà partecipare alle riunioni come "invitato".[6]
- Il 20 marzo 2020 il presidente della Macedonia del Nord ha firmato lo strumento di ratifica per l'adesione del Paese balcanico alla NATO, dopo che il 17 marzo il segretario generale dell'Alleanza aveva annunciato la ratifica dell'accesso da parte del Senato spagnolo, l'ultimo organo legislativo chiamato fra quelli dei Paesi membri ad approvare l'adesione di Skopje. Pertanto la Macedonia del Nord ha ricevuto il via libera da tutti i Paesi membri ed è di fatto diventato il trentesimo membro della NATO.
- A causa dell'invasione russa dell'Ucraina del 2022, il 18 maggio 2022 gli ambasciatori di Finlandia e Svezia, Klaus Korhonen ed Axel Wernhoff, hanno formalmente presentato la richiesta di adesione alla NATO al segretario generale, Jens Stoltenberg, nel quartier generale dell'Alleanza a Bruxelles.
- Il 29 giugno 2022, oltre all'approvazione del nuovo concetto strategico, Finlandia e Svezia sono state ufficialmente invitate a entrare nella NATO in seguito al superamento del veto turco. Il 5 luglio i rappresentanti dei 30 Paesi membri della NATO hanno firmato il protocollo di adesione per il loro ingresso: con queste firme è stato avviato il processo di ratificazione da parte dei Paesi membri ma intanto Svezia e Finlandia potranno partecipare alle riunioni come "invitate". Per quanto riguarda la Svezia mancano ancora le approvazioni di Ungheria e Turchia: particolari difficoltà sono emerse con quest'ultima a causa dell'irrisolta questione curda.
- Il 4 aprile 2023 la Finlandia è il 31º Paese a entrare nell'alleanza.[7][8][9]
- L'11 marzo 2024 la Svezia è il 32º Paese ad entrare nell'alleanza.